# Pištola
Pištola (tudi samokres) je podskupina kratkocevnega ročnega strelnega orožja.
Njen razvoj je omogočil izum vžigalnega kladivca s kolescem v letu 1517. Ime je povezano s krajem izuma, toskanskim krajem Pistoia v Italiji. Z izumom pištole so se strelna orožja razširila v konjenici. Kirasirji, rod konjenice, ki se je pojavil po letu 1540, so bili opremljeni tudi s pištolami. Prvič so bile uporabljene v večji bitki leta 1547 pri kraju Mühlberg.
Danes so v uporabi skoraj izključno polavtomatske in avtomatske pištole. Ostale vrste uporabljajo za streljanje s črnim smodnikom le redki navdušenci. Pištola se uporablja tudi za športna tekmovanja. 
Pri polavtomatskih pištolah povratni udarec strela potisne zaklep nazaj. Pri tem izvleče tulec iz ležišča v cevi in ga izvrže. Pri povratnem hodu zaklepa se napenja vzmet, ki končno potisne zaklep naprej. Pri tem zaklep potisne iz nabojnika v ležišče naslednji naboj. Napne se tudi kladivce in s tem je pištola pripravljena za naslednji strel. Pritisniti je treba samo ponovno na sprožilec. Pištole so praviloma polavtomatske, kar pomeni, da je treba za vsak naslednji strel le pritisniti na sprožilec. Pri avtomatskih traja neprekinjeno streljanje, dokler je pritisnjen sprožilec in dokler je še kaj nabojev.
Cev pištole ima praviloma vrezanih več navojev. Ti povzročijo vrtenje krogle okrog vzdolžne osi in s tem večjo stabilnost pri letu.
Pri filmskih prevodih iz angleščine pogosto prihaja do napak: revolver ni pištola.

## Vrste pištol
- Avtomatska pištola
- Enostrelna pištola sprednjača
- Enostrelna pištola zadnjača
- Polavtomatska pištola
- Raketna pištola
- Signalna pištola
- Večcevna pištola sprednjača
- Večcevna pištola zadnjača